# Oxyscelio crateris
Oxyscelio crateris  (лат.) — вид платигастроидных наездников из подсемейства Scelioninae (Platygastridae, или Scelionidae, по другим классификациям). Ориентальная область: Таиланд (Chiang Mai Prov., Doi Phaluang, Doi Phahompok National Park), Малайзия.

## Описание
Мелкие перепончатокрылые насекомые: длина тела 3,8 — 4,65 мм. Усики самок с булавой. Отличается кратеровидной формой затылка (отсюда название crateris), окаймлённым метаскутеллюмом, а также отсутствием возвышения между глазами и усиками и гранулированной скульптурой мезоскутеллюма. Метаскутеллюм гладкий и вогнутый. Тело в основном чёрное. Скапус усиков и ноги желтоватые.
Усики 12-члениковые. Нижнечелюстные щупики состоят из 4 сегментов, а нижнегубные — 2-члениковые. В переднем крыле субмаргинальная жилка отдалена от края и имеет очень короткую маргинальную жилку. Есть характерное фронтальное вдавление на голове. Вид был впервые описан в 2013 году американским энтомологом Роджером Барксом (Roger A. Burks, Department of Evolution, Ecology, and Organismal Biology, The Ohio State University, Колумбус, Огайо, США)
.